# Flå (Melhus)
Flå is een plaats in de Noorse gemeente Melhus in de  provincie Trøndelag. Tussen 1880 en 1964 was het een zelfstandige gemeente die deel uitmakte van de toenmalige provincie Sør-Trøndelag. De parochiekerk van Flå dateert uit 1794.